# Lovisa Karlsson
Emma Lovisa Karlsson (24 de maio de 1995) é uma velejadora sueca.

## Carreira
Lovisa Karlsson, juntamente com Olivia Bergström, qualificou-se para representar a Suécia nos Jogos Olímpicos de Verão de Tóquio em 2020, competindo na prova feminina de 470 metros e ficando em 14º lugar. Após as Olimpíadas de Verão de 2020 e o fim do evento 470 feminino nas Olimpíadas, Karlsson se juntou a Anton Dahlberg, medalhista de prata no evento masculino nas mesmas Olimpíadas, para fazer campanha para os Jogos de 2024, quando conseguiram o bronze.
Dahlberg e Karlsson defenderam com sucesso seu título do Campeonato Europeu de 470 em maio de 2023 em Sanremo, um ponto à frente da equipe alemã Anna Markfort e Simon Diesch.